# Палмарехо (Лахас, Порторико)
Палмарехо (шп. Palmarejo, Lajas) село је у општини Лахас у америчкој острвској територији Порторико, острвској држави Кариба.

## Демографија
По попису из 2010. године број становника је 966, што је 203 (-17,4%) становника мање него 2000. године.
| Група             | 2000.         | 2010.       |
| Белци             | 12 (1,0%)     | 1 (0,1%)    |
| Афроамериканци    | 24 (2,1%)     | 47 (4,9%)   |
| Азијати           | 0 (0,0%)      | 0 (0,0%)    |
| Хиспаноамериканци | 1.157 (99,0%) | 965 (99,9%) |
| Укупно            | 1.169         | 966         |